# 宜州 (広西)
宜州（ぎしゅう）は、中国にかつて存在した州。唐代から宋代にかけて、現在の広西チワン族自治区河池市宜州区一帯に設置された。

## 概要
630年（貞観4年）、唐により粤州が置かれた。乾封年間、粤州は宜州と改称された。742年（天宝元年）、宜州は竜水郡と改称された。758年（乾元元年）、竜水郡は宜州の称にもどされた。宜州は嶺南道の安南都護府に属し、竜水・崖山・東璽・天河の4県を管轄した。
北宋のとき、宜州は広南西路に属し、竜水・天河・忻城・思恩の4県を管轄した。1119年（宣和元年）、竜水県は宜山県と改称された。1265年（咸淳元年）、南宋により宜州は慶遠府に昇格した。